# لورن جوزوب
لورن جوزوب (انگلیسی: Lorraine Jossob؛ زادهٔ ۴ مهٔ ۱۹۹۳) بازیکن فوتبال اهل نامیبیا است.
وی همچنین در تیم ملی فوتبال Namibia بازی کرده‌است.